# Aldehuela de Yeltes
Aldehuela de Yeltes – gmina w Hiszpanii, w prowincji Salamanka, w Kastylii i León, o powierzchni 60,46 km². W 2011 roku gmina liczyła 217 mieszkańców.